# 제1차 세계 대전 기간 독일의 벨기에 점령

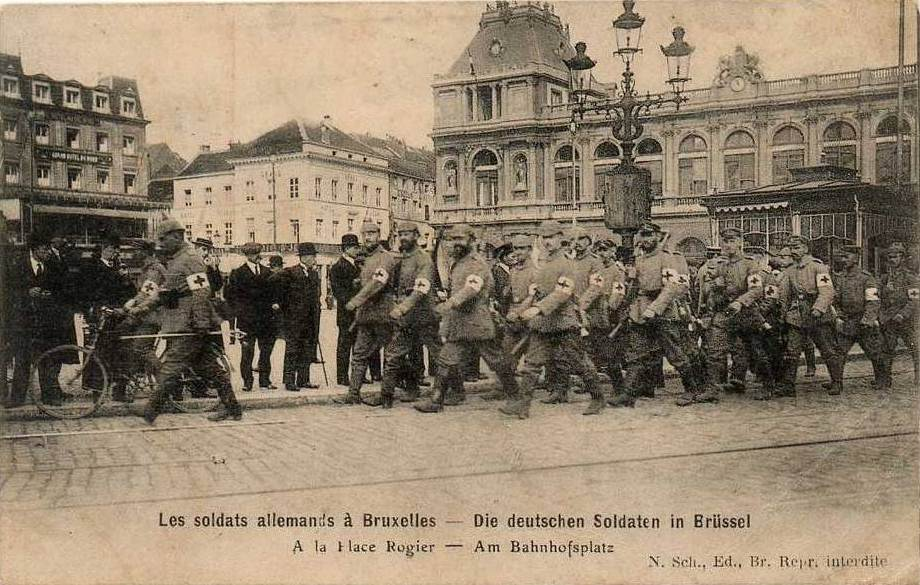
1914년 벨기에의 수도 브뤼셀을 행진하는 독일군

벨기에의 독일 점령(프랑스어: Occupation allemande, 네덜란드어: Duitse bezetting)은 제1차 세계 대전 중 1914년부터 1918년까지 독일 제국군이 벨기에를 점령한 사건이다. 1914년 8월 중립 벨기에 침공으로 시작된 이 나라는 연합군이 서쪽으로 철수하면서 같은 해 겨울이 되기 전에 독일군에 의해 거의 완전히 점령되었다. 벨기에 정부는 망명했고, 알베르 1세 국왕과 벨기에군은 서부 전선의 일부에서 계속 싸웠다. 독일군 통치 하에 벨기에는 세 개의 행정 구역으로 나뉘었다. 국토의 대부분은 독일 장군이 통치하는 공식 점령 행정부인 벨기에 총독부에 속했으며, 전선에 더 가까운 나머지 지역은 더 억압적인 직접 군사 통치 하에 놓였다.
독일 점령은 벨기에의 광범위한 경제 붕괴와 함께 식량 부족 및 광범위한 실업을 초래했지만, 종교적 부흥도 동반했다. 연합군의 해상 봉쇄와 전투로 인해 수입이 중단된 벨기에 민간인에게 식량과 의류를 공급하기 위해 외국 지원에 의존했던 구호 단체들도 이 나라의 사회 및 문화 생활에서 극도로 중요해졌다.
독일 점령 행정부는 정치적 반대 의견을 억압하고 벨기에 노동자들을 독일로 강제 이송하고 군사 프로젝트에 강제 노동을 시키는 등 수많은 인기 없는 조치를 취했다. 또한 플람스 정책의 일환으로 플랑드르 운동에 수많은 양보를 함으로써 이 나라의 플랑드르 인구로부터 지지를 얻으려고 노력했다. 그 결과, 군사 기반 시설을 파괴하거나 연합군을 위한 정보를 수집하거나 지하 신문을 인쇄하려는 수많은 저항 운동이 결성되었다. 저수준의 반대 표현은 흔했지만 자주 억압되었다.
1918년 8월부터 연합군은 백일 공세 중 점령된 벨기에로 진격하여 일부 지역을 해방했다. 그러나 대부분의 지역에서 점령은 1918년 11월 휴전 이후에야 종식되었는데, 이는 벨기에군이 법과 질서를 유지하기 위해 철수하는 독일군을 대체하기 위해 국내로 진격하면서 이루어졌다.

## 배경

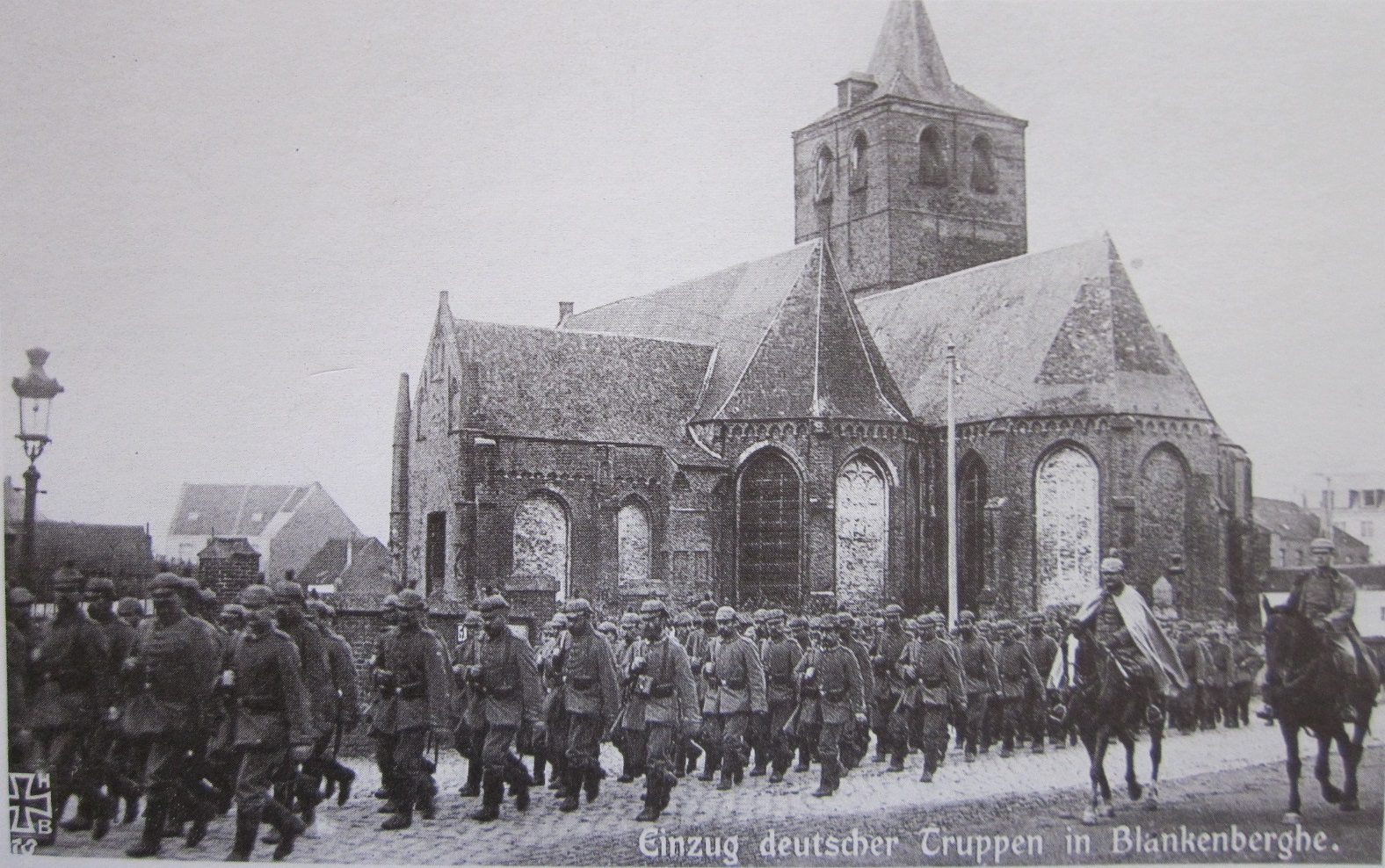
1914년 블랑켄베르허를 행진하는 독일군

벨기에 혁명 이후 1830년에 독립한 벨기에는 1839년 조약에 따라 독립 보장의 일환으로 영구히 중립을 유지해야 했다. 전쟁 전 벨기에는 입헌군주제 국가였으며 세계에서 가장 산업화된 국가 중 하나로 꼽혔다. 1914년 8월 4일, 독일군은 벨기에 정부에 독일에 벨기에 국경을 자유롭게 통과할 수 있도록 허용할 것을 최후통첩한 지 며칠 만에 벨기에를 침공했다. 독일군은 벨기에로 빠르게 진격하여 요새 도시인 리에주, 나뮈르, 안트베르펜을 포위하고 점령했으며, 프랑스 및 영국 연합군의 지원을 받는 20만 명 규모의 벨기에군을 서쪽 끝까지 밀어냈다. 또한 수많은 난민들이 인접 국가로 피신했다. 1914년 10월, 독일군의 진격은 프랑스 국경 근처에서 이제르강의 벨기에군과 마른강의 프랑스-영국 연합군에 의해 마침내 저지되었다. 그 결과, 벨기에 대부분이 이미 독일의 지배를 받는 상황에서 전선은 안정되었다. 결정적인 공세가 없었기 때문에 벨기에 대부분은 전쟁이 끝날 때까지 독일의 지배를 받았다.
벨기에 대부분이 점령되었지만, 알베르 1세 국왕은 푀르너에 있는 본부에서 베스트플란데런주를 통해 이제르 전선으로 알려진 서부 전선의 일부에서 계속해서 벨기에 육군을 지휘했다. 샤를 드 브로크빌이 이끄는 벨기에 망명 정부는 프랑스 북서부의 르아브르에 자리 잡았다. 벨기에의 아프리카 식민지인 벨기에령 콩고도 연합국과 르아브르 정부에 충성을 유지했다.

### 벨기에의 강간
벨기에를 통과하는 진격 과정에서 독일군은 진격로를 따라 벨기에 민간인 인구에 대해 여러 전쟁범죄를 저질렀다. 학살은 종종 독일군에 대항하여 프랑 티뢰르 또는 게릴라로 싸웠다고 비난받는 마을 주민들에 대한 대응이었다. 민간인들은 즉결 처형되었고, 여러 마을은 벨기에의 강간으로 총칭되는 일련의 징벌적 조치로 고의적으로 파괴되었다. 1914년 8월부터 11월 사이에 독일군에 의해 최대 6,500명이 사망했다. 뢰번에서는 이 도시 대학의 역사적인 도서관이 고의적으로 불태워졌다. 만행 소식은 연합국 언론에 의해 광범위하게 과장되어 점령된 벨기에의 민간인 인구에 대한 상당한 동정을 불러일으켰다. 벨기에 민간인과 벨기에 난민의 곤경에 대한 동정은 전쟁이 끝날 때까지 연합국 신문과 선전에서 계속되었다.

## 행정 및 통치

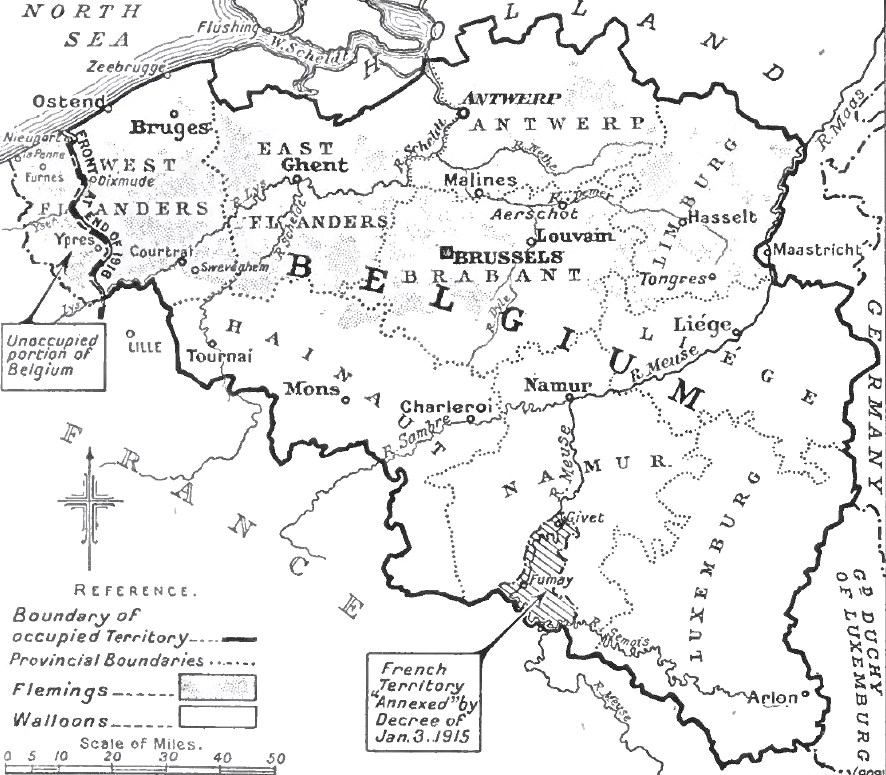
독일 점령 벨기에 지도 (1914-1916)

1914년 11월까지 벨기에 영토의 대부분(2,636개 코뮌 중 2,598개)은 독일의 점령하에 있었다. 1914년 11월부터 점령된 벨기에는 프랑스의 국경 지역인 지베와 푸마이와 함께 독일군에 의해 세 구역으로 나뉘었다. 첫 번째 구역인 오페라치온스게비트(작전 구역)는 벨기에 극서부의 전선 근처에 작은 영토를 포함했다. 이 구역 근처에는 오스트와 베스트플란데런주 대부분, 그리고 에노와 룩셈부르크의 일부를 포함하는 에타펜게비트(후방 구역)가 있었다. 나머지 국가 중 가장 큰 구역인 게네랄고베르느망(총독부)은 국가의 대부분과 프랑스 영토를 포함했다. 작전 구역 및 후방 구역과 달리 총독부는 완전한 행정을 목표로 했기 때문에, 통치가 군사적 우려에만 기반을 둔 다른 두 구역보다 현저히 덜 억압적이었다. 작전 구역 및 후방 구역의 민간인들은 독일군에 의해 공식적으로 "포로"로 분류되었다.
총독부는 군대에 책임을 지는 독일 장군의 지휘를 받았다. 1914년 콜마르 폰 데어 골츠가 잠시 재임한 후, 1917년 4월부터는 모리츠 폰 비싱과 그 이후 루트비히 폰 팔켄하우젠이 지휘를 맡았다. 독일 당국은 점령을 통해 독일 경제와 산업 생산에 이익을 얻으려 했지만, 주요 목표를 방해하지 않는다면 벨기에 국가와 경제가 계속 기능하도록 유지하기를 바랐다.
행정적으로 독일 행정부는 일상 업무를 처리하는 민간 행정부(Zivilverwaltung)와 벨기에 전역의 마을 및 도시에 있는 지방 사령부(Kommandanturen) 네트워크를 가지고 있었다. 또한 최대 80,000명의 군인을 동원할 수 있었다. 그러나 대부분의 경우, 행정부는 기존의 벨기에 공무원과 지방정부를 행정의 대부분에 사용하는 것으로 만족했다.

## 점령하 생활

### 부족과 구호 단체

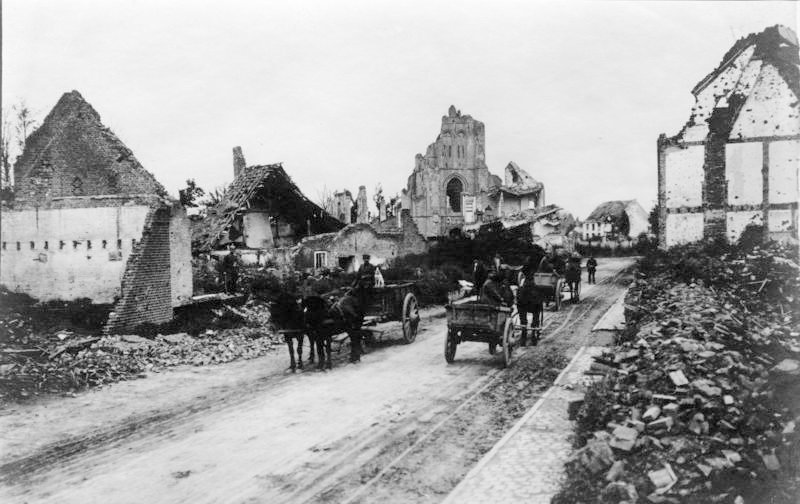
1914년 플랑드르의 전쟁 피해

전쟁 전, 벨기에는 식료품 순수입국이었다. 독일의 침공과 연합국의 봉쇄로 인해 1914년 9월 초부터 여러 벨기에 단체들은 점령지 내 기근 발생에 대비하고 있었다. 금융인 에밀 프랑키와 다른 자선가들의 지휘 하에 Comité National de Secours et d'Alimentation (CNSA 또는 "국가 구호 및 식량 위원회")가 설립되어 벨기에로 식량을 확보하고 운송하여 벨기에 민간인에게 판매할 수 있도록 했다. 이 운영 부분에서 발생한 이익은 구호품을 배포하는 데 사용되었다. 연합국과 동맹국 모두와의 협상 끝에 CNSA는 중립국인 미국으로부터 식량을 수입할 허가를 얻었다. 프랑키는 미래의 미국 대통령인 허버트 후버와의 인맥을 이용하여 미국 조직인 벨기에 구호 위원회 (CRB)를 통해 식량과 기타 구호품을 수집했고, 이는 CNSA에 의해 벨기에 내에서 배포되었다. 다른 중립국들과 제휴한 소규모 구호 단체들도 점령된 벨기에 내에서 활동했다.
CNSA는 점령된 벨기에의 일상생활과 문화의 중요한 부분이 되었다. 이 조직은 복지 시스템의 일상적인 운영의 대부분을 수행했으며, 식량 및 물자 부족이 점령 기간 내내 매우 흔했지만 일반적으로 기근을 예방했다. CNSA는 전성기에 전국적으로 125,000명 이상의 요원과 유통업자를 보유했다. 역사가들은 중앙 위원회와 전국적인 지역 네트워크를 가진 CNSA 자체를 평시에 공식 벨기에 정부의 행동과 유사하다고 묘사했다. 동시대인의 눈에 CNSA는 국가적 통합과 비폭력 저항의 상징이 되었다.

### 경제 생활

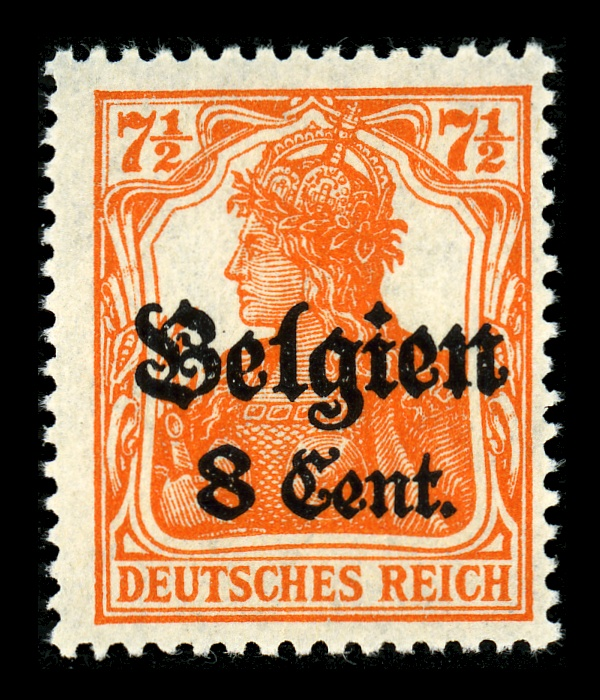
점령하 사용을 위해 "벨기에"라는 단어가 인쇄된 독일 우표

전쟁 초기에 벨기에 정부는 서둘러 은화를 유통에서 회수하고 지폐로 대체했다. 독일 점령하에서도 이 지폐는 법정 화폐로 남아 생산이 계속되었다. 점령 비용을 충당하기 위해 독일 행정부는 매달 3천5백만 벨기에 프랑의 정기적인 "전쟁 기여금"을 요구했다. 이 기여금은 벨기에의 전전 세입을 훨씬 초과했으므로, 이를 지불하기 위해 벨기에 은행들은 새로운 지폐를 발행하여 채권을 매입했다. 과도한 화폐 발행은 군인들이 국내로 들여온 많은 독일 화폐와 결합하여 상당한 인플레이션을 초래했다. 독일은 또한 독일 마르크와 벨기에 프랑 간의 환율을 자국 경제에 유리하도록 1:1.25의 비율로 인위적으로 고정했다. 경제 상황에 대처하기 위해 수많은 개별 코뮌과 지역이 자체적으로 화폐를 인쇄하고 발행하기 시작했는데, 이는 필수 화폐(monnaie de nécessité)로 알려졌으며 현지에서 사용될 수 있었다.
재정 혼란과 운송 문제, 금속 징발은 전반적인 경제 붕괴로 이어져 공장들은 원자재가 부족해지고 노동자들을 해고했다. 이 위기는 특히 벨기에의 대규모 제조업에 큰 타격을 주었다. 해외에서 수입되던 원자재가 고갈되면서 더 많은 기업들이 노동자들을 해고했다. 실업은 큰 문제가 되었고 시민 기관 및 단체에서 배포하는 자선에 대한 의존도가 높아졌다. 1915년부터 1918년 사이에 무려 65만 명이 실업 상태였다. 독일 당국은 이 위기를 이용하여 벨기에 공장에서 산업 기계를 약탈했는데, 이는 독일로 온전하게 보내지거나 녹여졌다. 이 정책은 1917년 독일의 강제 이송 정책이 끝난 후 심화되었으며, 이는 전쟁이 끝난 후 벨기에의 경제 회복에 큰 문제를 야기했다.

### 종교 생활

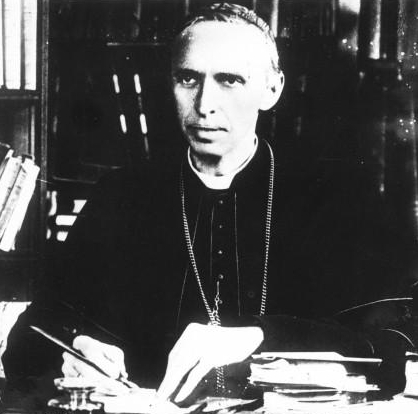
1914년의 메르시에 추기경은 점령된 벨기에에서 저명한 반대자가 되었다

점령은 항상 압도적으로 가톨릭이었던 벨기에에서 종교적 부흥과 일치했다. 벨기에의 수좌주교, 메르시에 추기경은 독일 점령 정권에 대한 노골적인 비판자가 되었다. 메르시에는 1914년 크리스마스에 유명한 소책자 《애국심과 인내》(Patriotisme et Endurance)를 발행하여 민간인들에게 벨기에의 애국심 및 기독교적 가치와 일치하는 경우 점령법을 준수할 것을 촉구했다. 이 소책자는 독일 점령 정부의 권위를 공격하며, 오직 힘에 의해서만 합법화된 어떤 규칙도 복종되어서는 안 된다고 주장했다.
점령된 벨기에에 국왕이나 정부가 없는 상황에서 메르시에는 이 나라의 주요 인물이자 회복력의 상징이 되었다. 그의 지위 때문에 그는 큰 소동 없이 체포될 수 없었고, 비록 1915년에 그를 나라에서 내보내기 위해 바티칸으로 유인되었지만, 그는 곧 돌아왔다. 그러나 그의 저작들은 금지되었고, 그들의 작품 사본은 압수되었다. 1916년, 메르시에는 공식적으로 소책자 발행이 금지되었지만, 노동자들의 강제 이송과 다른 독일 정책들에 반대하는 캠페인을 계속했다. 처음에는 중립을 유지하려던 교황 베네딕토 15세의 반대에 부딪혔으나, 교황은 벨기에 교회를 지지했지만 대립을 피하기 위해 입장을 완화하도록 권장했다.

## 독일 정책

### 강제 이송 및 강제 노동

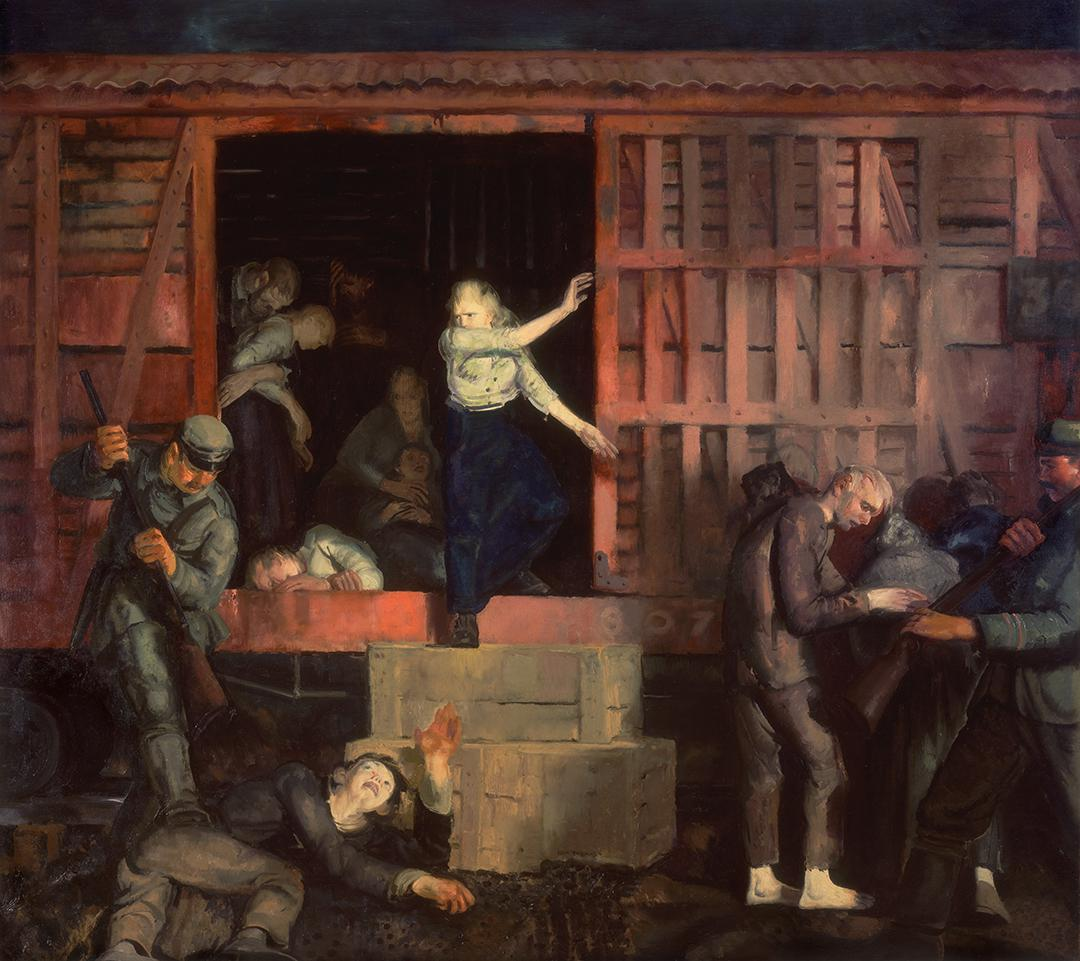
미국 예술가 조지 벨로스의 '쓸모없는 자의 귀환'은 독일 공장에서 병들고 장애를 가진 벨기에 노동자들이 돌아오는 모습을 묘사한다

전쟁 초 독일 남성들의 징집은 전쟁 노력에 중요한 독일 공장의 인력 부족을 초래했다. 1915년부터 독일은 벨기에 민간인들이 독일에 자발적으로 입대하여 일하도록 장려했지만, 이 정책으로 모집된 3만 명은 수요를 충족시키기에 불충분했다.
1916년 중반에 이르러 독일군에게 상황은 더욱 절박해지고 있었다. 1916년 8월 에리히 루덴도르프가 최상급육군지휘부 (OHL)의 사령관으로 임명되면서 독일 행정부는 문제를 해결하기 위해 벨기에 노동자들을 독일로 강제 이송하는 방안을 적극적으로 고려하기 시작했다. 점령된 벨기에의 높은 실업률에 의해 장려된 이 정책은 독일 행정부의 더 억압적인 통치로의 광범위한 전환을 의미했다. 강제 이송은 1916년 10월에 시작되어 1917년 3월까지 지속되었다. 총 12만 명에 달하는 노동자들이 전쟁이 끝날 때까지 독일로 강제 이송되었다. 이들 중 약 2,500명이 노동자들이 수용된 열악한 환경으로 인해 사망했다. 또한, 후방 구역에서는 약 6만 2천 명의 노동자들이 열악한 조건에서 지역 군사 프로젝트에 강제 노동자로 징집되었다.
벨기에 노동자들의 강제 이송은 독일의 산업적 필요를 충족시키기에는 불충분했으며 경제적으로도 거의 영향을 미치지 못했다. 그러나 정치적으로는 벨기에와 국제적으로 광범위한 비난을 받았으며, 이는 저항 세력의 부상에 기여했다. 1917년 후반, 중립국들의 압력으로 대부분의 벨기에 강제 이송 노동자들이 송환되었다.

### 플랑드르 운동과 플람스 정책
전쟁 발발에 앞서 플랑드르 운동은 벨기에 정치에서 점점 더 두드러지게 나타났다. 전통적으로 프랑스어는 벨기에 사회의 정부와 상류층의 지배적인 언어였다. 소외 기간을 거쳐 플랑드르 운동은 네덜란드어의 위상을 높이는 데 성공했으며, 이는 1898년 네덜란드어의 법적 인정으로 절정에 달했다. 1914년에는 운동에 더 많은 양보를 제공하는 새로운 법률이 통과되었지만, 전쟁 발발로 인해 시행이 연기되었다. 수많은 불만 사항이 해결되지 않은 채 남아있었다. 해결되지 않은 불만 사항 중에는 비록 플랑드르어가 주로 사용되는 지역에 위치했지만, 오직 프랑스어로만 가르치던 헨트 대학교가 있었다.

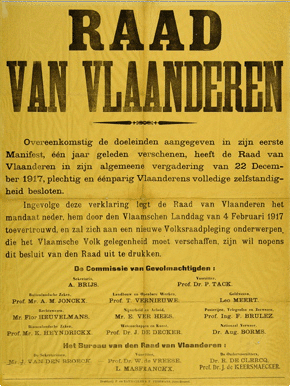
1917년 12월 플랑드르 독립 선언을 알리는 플랑드르 의회의 포스터

1915년, 총독은 플람스 정책을 시작하여 두 언어 그룹 간의 적대감을 이용하여 영토 관리를 용이하게 하고 점령 체제를 플랑드르 해방으로 묘사하려고 했다. 또한 이는 독일에 중립국인 네덜란드 내에서 어떤 형태의 영향력을 행사할 수 있기를 바라는 것이기도 했다. 이 정책은 특히 범독일주의자들에 의해 옹호되었는데, 전독일 연맹과 같은 이들은 플랑드르인이 왈롱인과 달리 독일인과 인종적 특성을 공유한다고 믿었다. 이 정책은 특히 플랑드르 운동 내의 젊은 플랑드르 학생들 사이에서 일부 인구층의 지지를 얻었다. 처음에는 플람스 정책이 1914년 언어 법률 시행에 국한되었지만, 점차 더욱 급진적이 되었다. 독일군은 비슷한 왈롱 운동에도 접근했지만, 훨씬 덜 성공적이었다. 1916년, 독일군은 헨트에 새로운 대학을 개설했는데, 이 대학은 폰 비싱 대학교라고 불렸으며 모든 교육은 네덜란드어로 진행되었다. 새로운 대학은 일부 사람들에게 환영받았지만, 플랑드르 운동 내부에서는 반대에 부딪혔고 등록하는 사람은 거의 없었다. 이 정책은 플랑드르 운동을 급진적인 "활동가"(activisten 또는 maximalisten)와 "수동가"(passivisten)로 나누었다. 활동가들은 독일의 조치를 환영하고 독일의 지원이 목표 달성에 필수적이라고 믿었으며, 수동가들은 독일에 반대하고 이것이 운동의 신뢰를 떨어뜨릴 수 있다고 우려했다. 특히 활동가들은 독일의 지원으로 플랑드르 독립을 달성할 수 있기를 바랐다.
1917년 2월, 독일의 암묵적인 지원을 받아 플랑드르 의회(RVV 또는 "플랑드르 평의회")가 결성되었다. 모든 활동가들로 구성된 의회 회원들은 독일의 광범위한 지지를 받았지만, 다른 플랑드르 운동 지지자들과 교회로부터 비난을 받았다. 독일은 이후 1917년 6월에 플랑드르와 왈롱을 분리된 행정 구역으로 만들었다. 1917년 12월 22일, 점령 당국과의 사전 협의 없이 RVV는 플랑드르의 독립을 선언하고 새로운 플랑드르 정부를 위한 선거를 준비하기 위해 해산했다. 독일 당국은 이 선언에 대해 양가적인 태도를 보였고, 1918년 1월에는 RVV가 제출한 플랑드르 헌법 초안을 거부했다. 5만 명이 다가오는 선거에 투표 등록을 했지만, 메헬렌, 안트베르펜, 티넌에서 반대자들과 충돌이 발생했다. 벨기에 항소법원은 의회의 주요 구성원인 피터르 타크와 아우구스트 보름스의 체포 영장을 발부했지만, 독일군은 그들을 석방하고 대신 담당 판사들을 추방했다. 이에 항의하여 벨기에 대법원인 벨기에 상고법원의 판사들은 사건 심리를 거부했고 다른 판사들도 파업에 들어갔다. 반대가 심화되자 독일은 1918년 3월 계획된 선거를 중단했다.

### 정치적 탄압

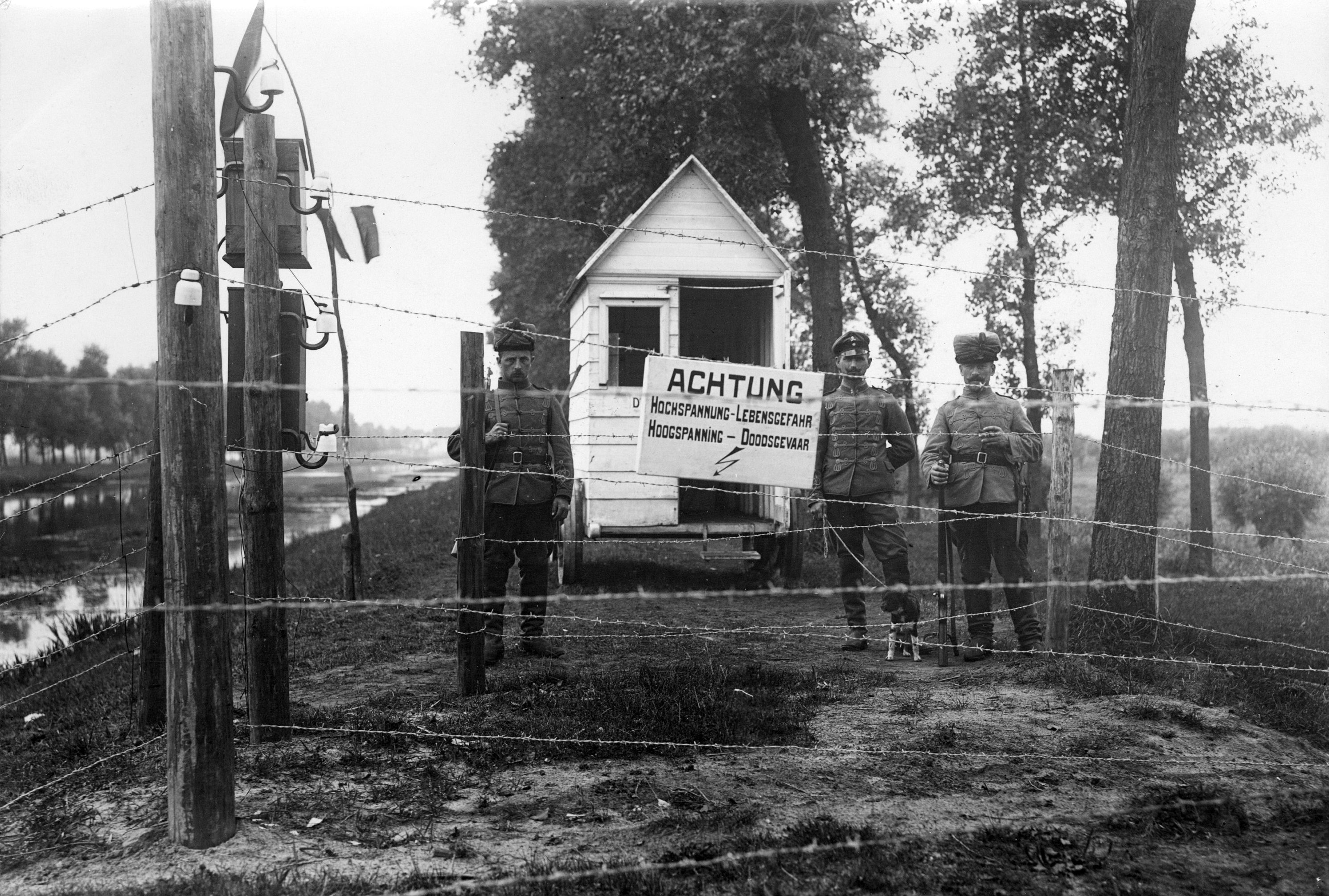
벨기에-네덜란드 국경을 따라 독일이 건설한 죽음의 철선

독일 점령군에 대한 대중의 반대는 심하게 탄압되었다. 국기를 부르거나 (브라반손 등) 벨기에 국경일을 기념하는 등의 애국적인 행동은 금지되었고, 이를 어기는 자는 엄격한 징역형에 처해졌다. 신문, 책, 우편물은 모두 엄격하게 검열되고 규제되었다. 브뤼셀 시장인 아돌프 막스와 역사가 앙리 피렌을 포함한 수많은 벨기에 유명 인사들이 인질로 독일에 수감되었다. 1916년 베르됭 전투의 여파는 점령의 전환점이 되었으며, 독일로의 노동자 강제 이송을 포함한 더욱 억압적인 행정 조치가 뒤따랐다.
침략 당시부터 상당수의 벨기에 남성들이 중립국인 네덜란드를 경유하여 이제르 전선의 벨기에군에 합류하기 위해 점령지에서 탈출하려고 시도했다. 이를 막기 위해 독일군은 국경 전체에 걸쳐 철조망과 전기 울타리를 설치하기 시작했다. 죽음의 철선(Dodendraad)이라고 불리는 이 울타리는 독일군 보초병들에 의해 감시되었다. 이 충돌 동안 국경을 넘으려다 사망한 민간인은 2천 명에서 3천 명 사이로 추정된다.
붙잡힌 저항군 또한 독일 당국에 의해 처형되었다. 잘 알려진 사례로, 전쟁 전 벨기에에 살았던 영국인 간호사 에디스 카벨은 연합군 병사들의 탈출을 도운 혐의로 체포되어 1915년 독일군 총살형을 당했다. 또 다른 저항자 가브리엘 프티는 다양한 형태의 저항 활동에 참여했으며, 1916년 스카르베크의 Tir national에서 처형되었고 사후 국민 영웅이 되었다.

## 저항
독일 점령 직후 벨기에에서는 저항운동이 발전했다. 약 300개의 개별 네트워크가 존재했으며, 종종 남성 및 여성 구성원을 포함했다. 저항은 다양한 형태로 나타났다. 브뤼셀-아헨 철도 파괴와 같은 저항군의 일부 사보타주가 당시 널리 알려졌지만, 무장 저항은 그들의 행동 중 소수였다.

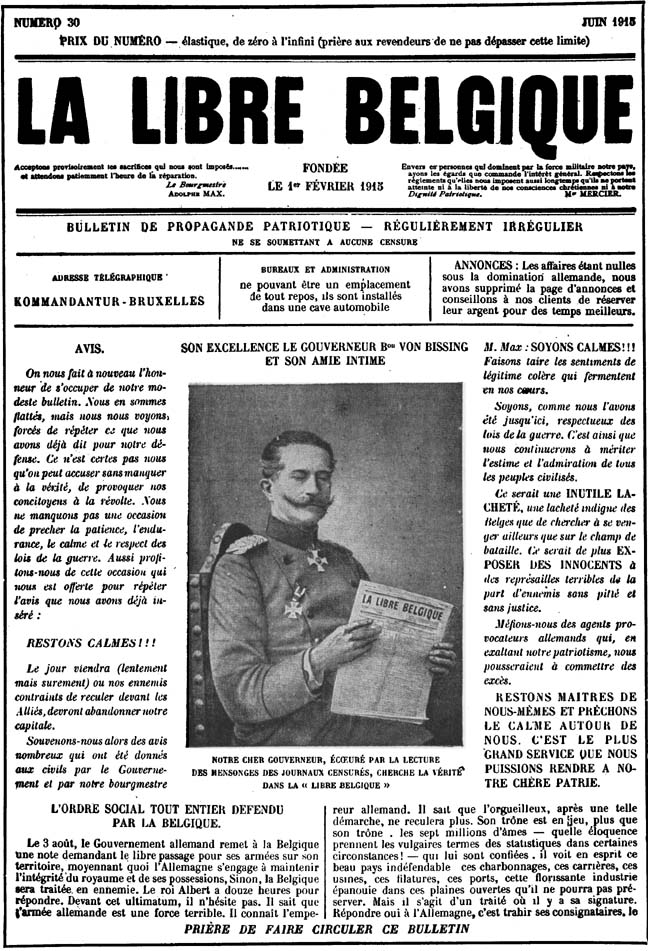
점령기 가장 잘 알려진 지하 신문 중 하나인 《자유 벨기에》

특히 정보 수집이 주요 역할을 했다. 약 6,000명의 벨기에 민간인이 독일군 시설과 병력 이동에 대한 정보를 수집하여 연합군에 다시 전달하는 데 참여했다. 이 조직은 수많은 독립적인 그룹을 통해 운영되었으며, 특히 대규모의 백색 부인 네트워크가 포함되었다. 정보 수집과 함께 이제르 전선의 벨기에군에 합류하려는 남성들이 점령된 벨기에를 탈출하도록 돕는 유사한 조직들도 있었는데, 보통 네덜란드 국경을 통해 탈출했다. 약 32,000명이 성공적으로 밀반입되어 벨기에군의 규모를 상당히 늘렸다.
게다가 지하 신문들도 저항 활동의 큰 부분을 차지했다. 이 신문들은 검열된 언론에서는 다루지 않는 정보를 제공하고 애국적인 선전을 실었다. 일부 지하 신문들, 특히 《라 리브르 벨지크》(자유 벨기에)와 《드 플람스 레위(플랑드르 사자)는 많은 사람들에게 도달할 수 있었다. 지하 신문들은 다양한 형식과 지리적 지역에서 제작되었으며, 때로는 특정 인구 통계를 대상으로 했다. 《라 리브르 벨지크》는 전성기에 600명의 개인 기고자가 있었다.
그러나 대부분의 반대 형태는 비폭력 저항이었다. 왕실이나 국기 색깔을 묘사한 작은 애국 배지는 매우 인기가 많았다. 이러한 상징이 금지되자, 담쟁이 잎과 같은 새로운 상징이 비슷한 의미로 착용되었다. 전략 산업의 노동자들은 저항의 한 형태로 의도적으로 업무를 제대로 수행하지 않았다. 독일군이 공식적으로 금지한 7월 21일(국경일)과 같은 민족주의 공휴일 기념은 종종 시위와 함께 진행되었다. 가장 주목할 만한 비폭력 저항 행위 중 하나는 1918년 판사 파업으로, 상당한 대중의 압력으로 독일 점령군으로부터 양보를 얻어냈다.

## 점령의 종말

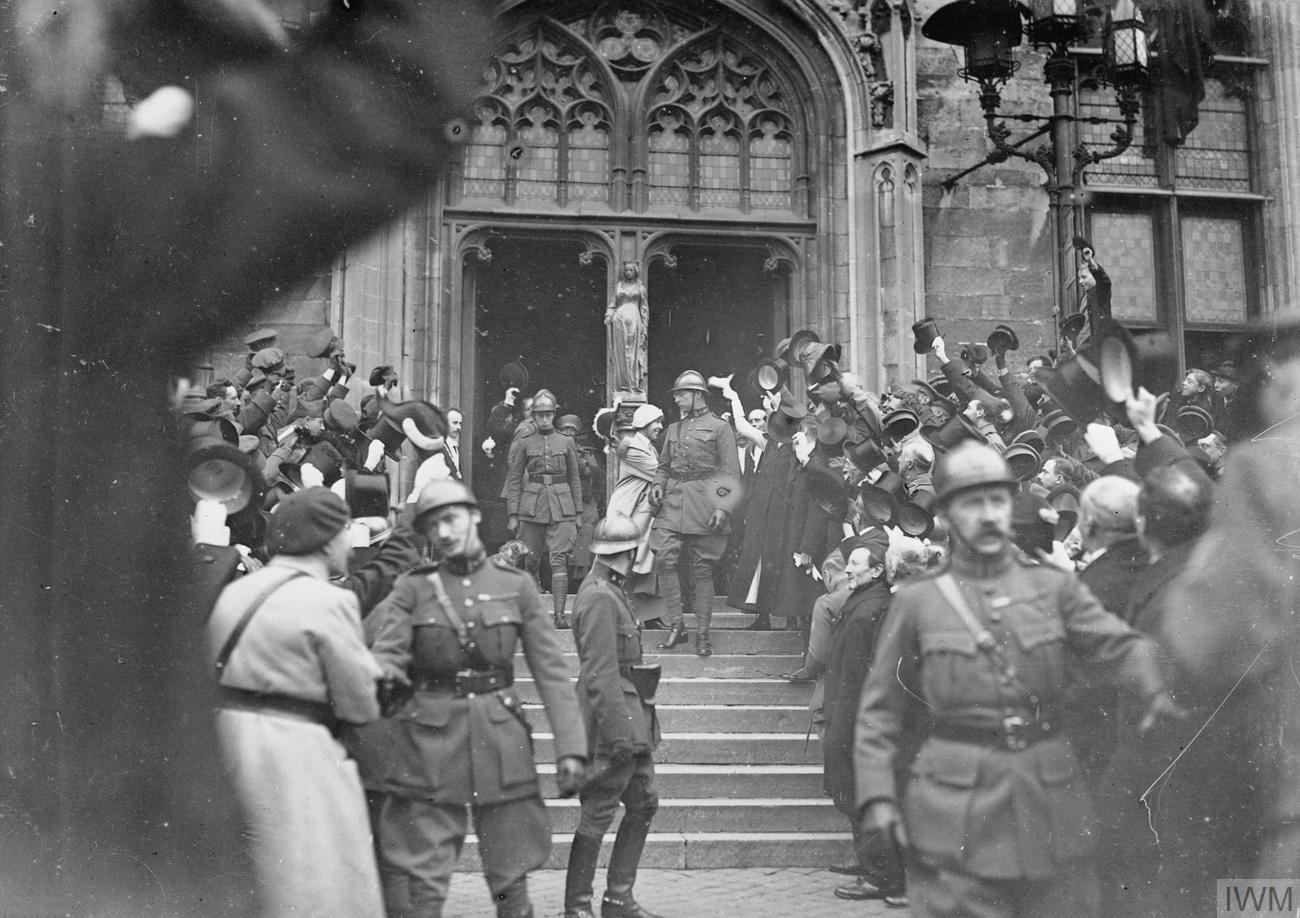
1918년 10월 헨트 해방 당시 군중의 환호를 받는 알베르 1세 국왕

1918년까지 점령된 벨기에의 민간인 사기는 최저 수준에 도달했다. 루덴도르프 공세(1918년 3월 21일 – 7월 18일)의 초기 성공은 예측 가능한 미래에 해방을 사실상 불가능하게 만든 것으로 여겨졌다. 그러나 백일 공세(1918년 8월 8일 – 11월 11일) 동안 연합군과 벨기에군은 서부 전선에서 일련의 성공적인 공세를 시작했다. 1914년부터 이제르 강만 통제했던 벨기에군은 브뤼허까지 진격했다. 벨기에 전선의 독일군은 후퇴할 수밖에 없었다.
10월 말 킬에서의 반란 이후, 독일군 내에서 혁명의 물결이 일어났다. 점령된 벨기에에서는 1918년 11월 9일 브뤼셀 주둔군 병사들이 장교들에게 반란을 일으켰다. 혁명가들은 브뤼셀 병사 평의회를 조직하고 브뤼셀 사령부 위에 적기를 게양했으며, 총독을 포함한 많은 장교들이 독일로 떠났다. 곧 독일 충성파와 혁명가들 사이에 거리 싸움이 벌어졌다. 독일 경찰이 더 이상 질서를 유지하지 못하자 도시는 무정부 상태에 빠졌고, 이는 벨기에군이 도착해서야 복구되었다.
1918년 11월 11일, 독일군은 휴전 협정에 서명했다. 그러나 휴전은 벨기에의 즉각적인 해방으로 이어지지 않았다. 휴전 조건은 후퇴하는 군대와의 충돌을 피하기 위해 독일군 철수 일정을 정했다. 그럼에도 불구하고 산발적인 전투는 계속되었다. 벨기에군은 철수하는 독일 점령군 뒤를 따라 점진적으로 국내로 진격했다. 벨기에에 남아있던 독일군은 동쪽으로 독일 국경을 향해 이동하며 점진적으로 더 많은 영토를 철수했다. 마지막 독일군은 11월 23일에 이 나라를 떠났다.
11월 22일, 알베르 1세는 이제르 벨기에군과 함께 기쁜 입성을 통해 브뤼셀에 입성했다. 그는 민간인들로부터 열렬한 환영을 받았다. 이후 RVV의 저명한 활동가 일부가 재판에 회부되었는데, 이 단체가 1만 5천 명에 달하는 추종자를 자처했음에도 불구하고 적과의 협력 혐의로 유죄 판결을 받은 사람은 312명에 불과했다. 그중에는 감옥에서 1920년대 플랑드르 운동에서 중요한 역할을 계속 수행할 보름스도 있었다.
총 4만 명의 벨기에 병사와 민간인이 제1차 세계 대전 중 사망하고 7만 7천 5백 명이 부상을 입었다. 전쟁 중 간접적인 초과 사망자는 약 9만 명으로 추정된다.

## 같이 보기
- 제1차 세계 대전 중 독일의 룩셈부르크 점령
- 제1차 세계 대전 중 독일의 프랑스 북동부 점령
- 제2차 세계 대전 중 독일의 벨기에 점령
- 벨기에의 긴 19세기
- 디낭 학살

## 참고 자료
- Cook, Bernard A. (2004). 《Belgium: A History》. Studies in Modern European History 3판. New York: Peter Lang. ISBN 978-0-8204-7647-6.
- De Schaepdrijver, Sophie (2014). 《Violence and Legitimacy: Occupied Belgium, 1914–1918》. 《The Low Countries: Arts and Society in Flanders and the Netherlands》 22. 46–56쪽. OCLC 948603897.
- Dumoulin, Michel (2010). 《L'Entrée dans le XXe Siècle, 1905–1918》 [20세기 시작, 1905–1918]. Nouvelle Histoire de Belgique French판. Brussels: Le Cri édition. ISBN 978-2-8710-6545-6.
- “En Belgique, le 11 novembre 1918 ne fut pas un vrai jour de joie” [벨기에에서 1918년 11월 11일은 진정한 기쁨의 날이 아니었다] (프랑스어). 라 리브르 벨지크. J. C. M. 2008년 11월 10일. OCLC 900937732. 2014년 9월 10일에 확인함.
- Hermans, Theo (1992). 《The Flemish Movement: A Documentary History, 1780–1990》. London: Athlone Press. ISBN 978-0-485-11368-6.
- Hobsbawm, Eric (1995). 《The Age of Empire, 1875–1914》. London: Weidenfeld & Nicolson. ISBN 978-0-297-81635-5.
- Kossmann, E. H. (1978). 《The Low Countries, 1780–1940》. Oxford History of Modern Europe 1판. Oxford: Oxford University Press. ISBN 978-0-19-822108-1.
- Kramer, Alan (2007). 《파괴의 역학: 제1차 세계 대전의 문화와 대량 학살》. Oxford: Oxford University Press. ISBN 978-0-19-280342-9.
- “La fin de la guerre et la retraite” [전쟁의 종말과 퇴각]. 《rtbf.be》 (프랑스어). RTBF. 2014년 9월 10일에 확인함.
- “Le Centenaire de la Grande Guerre: La Banque nationale en temps de guerre” [대전쟁 100주년: 전쟁 중의 국립은행] (프랑스어). 벨기에 국립은행 박물관. 2013. 2016년 8월 20일에 원본 문서에서 보존된 문서. 2014년 8월 10일에 확인함.
- Zuckerman, Larry (2004). 《The Rape of Belgium: the Untold Story of World War I》. New York: New York University Press. ISBN 978-0-8147-9704-4.